# Звонкій (міноносець)
«Звонкій» — міноносець типу «Лейтенант Пущін». В 1917—1918 роках входив до складу Червоного Чорноморського флоту та Військових Морських Сил Німеччини.

## Тактико-технічна характеристика
Водотоннажність: 450 т.
Розміри: довжина — 65,8 м, ширина — 6,4 м, осадка — 2,85 м.
Швидкість ходу максимальна: 24 вузла.
Дальність плавання: 1370 миль при 12 вузлах.
Силова установка: 2 вертикальні парові машини потрійного розширення, 4 котла, 2 гвинта, 6000 к.с.
Озброєння: 2х1 75 мм гармати, 4х1 7,62-мм кулемета, 2х1 надводних 457-мм торпедних апарата;
з 1912 року: 2х1 75 мм гармати, 2х1 надводних 457-мм торпедних апарата, 18 мін загородження;
з 1916 року: 2х1 75 мм гармати, 3х1 7,62-мм кулемета, 2х1 надводних 457-мм торпедних апарата, 18 мін загородження.
Екіпаж: 72 чол.

## Будівництво корабля
Будувався по суднобудівній програмі того часу з 1882—1902 р.р. Спочатку планувався будуватися в Балтиці, а потім переправляти на Чорне море. Але через великі дипломатичні обставини пов'язані з переправою кораблів через протоку Босфор і Дарданелли, Морське відомство передало замовлення на виробництво цього корабля — Південним заводам . Корабель відповідно до вимог за кресленнями 350 тонного міноносця класу «Буйний». У відмінності від прототипу, приміщення для офіцерів було переплановане на окремі каюти, винесено на верхню палубу камбуз, розширено ходовий місток, встановлено грот-щоглу, прибраний також носовий мінний (торпедний) апарат, боєзапас торпед зменшили до чотирьох і вже в процесі будови, калібр торпедних апаратів збільшили до 457 мм.

## В Чорноморському флоті
13 липня 1903 року увійшов до списку суден Чорноморського флоту, а 17 січня 1904 року закладений на стапелі заводу «Наваль» Товариства Миколаївських заводів і верфей в місті Миколаїв, спущений на воду в листопаді 1904 року, став до строю в серпні 1907 року.
До 10 жовтня 1907 був класифікований як міноносець. В 1911—1913 р.р пройшов капітальний ремонт корпусу і механізмів на Франко-Руському заводі в Миколаєві, де було замінено трубки в котлах та артилерійське озброєння.

## В роки Першої світової війни
Під час першої світової війни брав участь в набігових операціях на комунікації та узбережжя противника, велась блокадна служба біля берегів Туреччини та Румунії, надавав артилерійську підтримку приморським флангам армії в районі Батумі, виставляв міни в протоці Босфор, висаджував розвідувально-диверсійні групи, забезпечував і прикривав від набігової та мінно-загороджувальної дії інших сил флоту. З 10 січня по 16 лютого 1916 року брав участь в Ерзерумській наступальній операції.
На початку 1918 року був змушений пройти капітальний ремонт в майстерні Севастопольського військового порту, де 1 травня 1918 року був захоплений німецькими військами і в липні 1918 року, під літерою «R 11», включений до складу Військово Морських Сил Німеччини на Чорному морі. 24 листопада 1918 року був захоплений англо-французькими інтервентами, переданий ВМС Греції, де був перейменований та отримав назву «Докса».
У квітні 1919 року був переведений в порт Ізмір, Мармурового моря. 12 вересня 1919 року грецьким командуванням був повернутий білогвардійцям і 21 вересня 1919 року вже належав до складу морських сил Півдня Росії.
14 листопада 1920 року був забраний врангелівцями під час евакуації з Севастополя до Стамбула, а потім відправлений в Бізерту, де 29 грудня 1920 року був інтернований французькою владою.
29 жовтня 1924 року визнаний урядом Франції — власністю СРСР, але в зв'язку із складною міжнародною ситуацією повернутий на батьківщину не був, в кінці 20-х р.р. проданий в «Рудметалторг» приватній фірмі на демонтаж і на початку 30-х рр. розібраний у Франції на метал.